# Wilhelm Paulcke
Wilhelm Paulcke (Leipzig, 8 de abril de 1873 — Karlsruhe, 5 de outubro de 1949) foi um geólogo alemão.

## Vida
Filho de um farmacêutico de Leipzig que faleceu prematuramente. Em 1881 mudou-se com seu pais para Davos, o que despertou seu entusiasmo pela neve e esqui. Foi depois aluno do Gymnasium Hohenbaden Baden-Baden. 
Paulcke obteve o doutorado em Freiburg im Breisgau, com habilitação na Universidade de Karlsruhe, onde foi professor de geologia e mineralogia de 1906 a 1935, tendo sido reitor em 1919/20.
Em 1993 uma praça no campus da universidade foi batizada em sua homenagem, a Paulckeplatz.